# کارا آمودریا
 کارا آمودریا رودی است به سیردریا می‌ریزد. این رود از کشورهای ازبکستان و قرقیزستان می‌گذرد.